# Jardín botánico de Sanlúcar de Barrameda

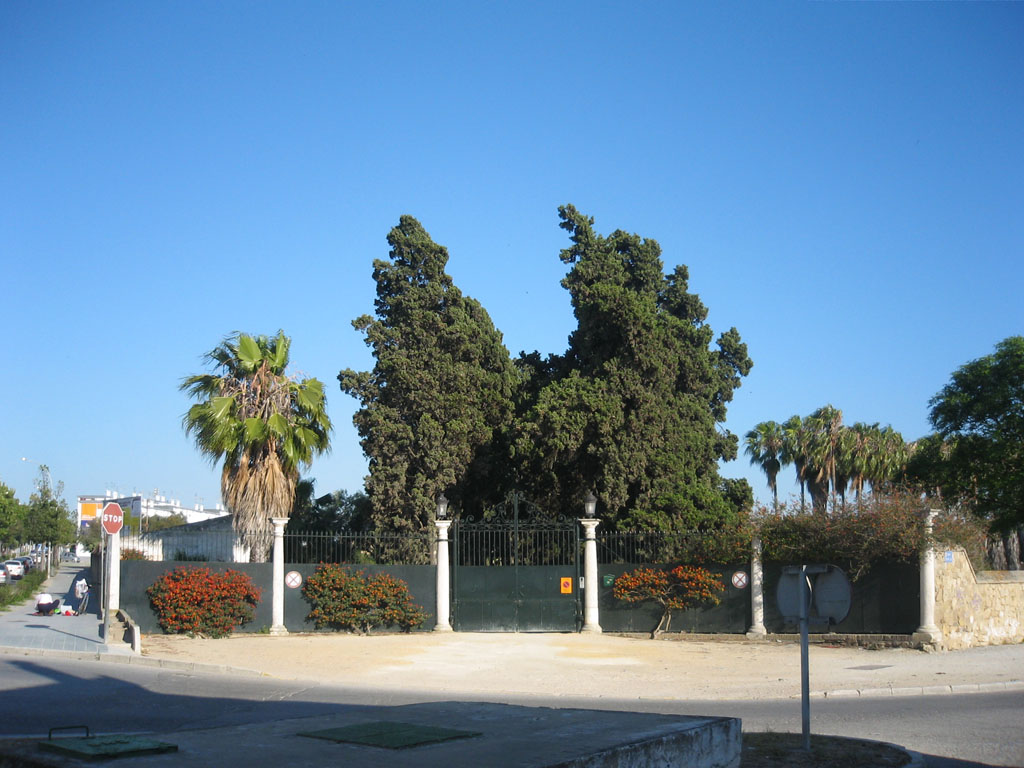
Entrada de la finca El Botánico, donde estuvo el antiguo jardín de la Paz

El jardín botánico de la Paz fue un jardín botánico experimental y de aclimatación de especies situado en el municipio español de Sanlúcar de Barrameda, en Andalucía. 

## Historia
Fue fundado en 1806 bajo la iniciativa de Manuel de Godoy, Príncipe de la Paz, de quien tomó su nombre, y los botánicos Francisco Terán, Esteban Boutelou y Simón de Rojas Clemente y Rubio fueron sus directores. El carácter experimental del jardín perseguía la mejora de las plantaciones y la introducción de nuevos cultivos, dentro del pensamiento de la Ilustración. Su existencia fue efímera aunque su productividad abundante. En 1808 sufre el episodio del Motín de Aranjuez, en el que el pueblo se amotina contra toda obra de Godoy en la ciudad. Los gobernantes tratan de reconducir el amotinamiento hacia festivo y colocan un cartel en el jardín botánico que decía, es del Rey. El listado de árboles existentes en 1809 realizado por su jardinero mayor de 25 000 árboles ha demostrado que no fue destruido sino que cayó en abandono, al igual que todos los proyectos de Godoy en la Ciudad. Ha tenido varios intentos de restablecerlo fallidos. 
Hoy en día la finca es propiedad de la casa de Orleans-Borbón, duques de Galliera y descendientes de los duques de Montpensier e Infantes de España, quienes lo adquirieron en la segunda mitad del siglo XIX por su riqueza en agua.